# Boston-Marathon 2023
Der Boston-Marathon 2023 war die 127. Ausgabe der jährlich stattfinden Laufveranstaltung in Boston, Vereinigte Staaten. Der Marathon fand am 17. April 2023 statt.
Es war der zweite Lauf der World Marathon Majors 2023 und hatte das Etikett Platinum Label der World Athletics Label Road Races 2023.
Das Rennen bei den Männern gewann der Vorjahressieger Evans Chebet in 2:05:54 h. Favorit Eliud Kipchoge kam nur auf den sechsten Platz. Dieser hatte auf den ersten 30 Kilometern viel Führungsarbeit verrichtet, konnte dann aber nach einem Angriff von Gabriel Geay  das Tempo der Führungsgruppe nicht mehr halten. Auf den letzten Kilometern entstand ein Dreikampf zwischen Chebet, Geay sowie Benson Kipruto, den Chebet letztlich auf dem letzten Kilometer für sich entscheiden konnte. Kipchoge sagte später, Probleme mit dem linken Bein gehabt zu haben.
Bei den Frauen ging das Rennen verhältnismäßig langsam los, wodurch es nach 10 Kilometern noch eine große Führungsgruppe gab. Danach gab es erste Attacken, wodurch die Gruppe verkleinert wurde. Auf den letzten Kilometern war überraschend auch die US-Amerikanerin Emma Bates noch in der sechsköpfigen Führungsgruppe. Letztendlich konnte aber auch diese das von Hellen Obiri angeschlagene Tempo nicht mehr mitgehen und musste als erste aus dieser Gruppe abreißen lassen. Obiri hängte nach und nach die weiteren vier Mitläuferinnen ab und gewann mit zwölf Sekunden Vorsprung vor Amane Beriso.

## Ergebnisse

### Männer
| Platz | Athlet           | Nation             | Zeit (h) |
| ----- | ---------------- | ------------------ | -------- |
| 01    | Evans Chebet     | Kenia              | 2:05:54  |
| 02    | Gabriel Geay     | Tansania           | 2:06:04  |
| 03    | Benson Kipruto   | Kenia              | 2:06:06  |
| 04    | Albert Korir     | Kenia              | 2:08:01  |
| 05    | Zouhair Talbi    | Marokko            | 2:08:35  |
| 06    | Eliud Kipchoge   | Kenia              | 2:09:23  |
| 07    | Scott Fauble     | Vereinigte Staaten | 2:09:44  |
| 08    | Hassan Chahdi    | Frankreich         | 2:09:46  |
| 09    | John Korir       | Kenia              | 2:10:04  |
| 10    | Matthew McDonald | Vereinigte Staaten | 2:10:17  |

### Frauen
| Platz | Athletin               | Nation             | Zeit (h) |
| ----- | ---------------------- | ------------------ | -------- |
| 01    | Hellen Obiri           | Kenia              | 2:21:38  |
| 02    | Amane Beriso           | Äthiopien          | 2:21:50  |
| 03    | Lonah Chemtai Salpeter | Israel             | 2:21:57  |
| 04    | Ababel Yeshaneh        | Äthiopien          | 2:22:00  |
| 05    | Emma Bates             | Vereinigte Staaten | 2:22:10  |
| 06    | Nazret Weldu           | Eritrea            | 2:23:25  |
| 07    | Angela Tanui           | Kenia              | 2:24:12  |
| 08    | Hiwot Gebremaryam      | Äthiopien          | 2:24:30  |
| 09    | Mary Ngugi             | Kenia              | 2:24:33  |
| 10    | Gotytom Gebreslase     | Äthiopien          | 2:24:34  |